# Fra Hånden og i Munden
Fra Hånden og i Munden er en amerikansk stumfilm fra 1919 af Hal Roach og Alfred J. Goulding.

## Medvirkende
- Harold Lloyd
- Mildred Davis
- Peggy Cartwright
- Snub Pollard
- Sammy Brooks